# Nagybánya és Vidéke
A Nagybánya és Vidéke 1875 és 1944 között Nagybányán kiadott társadalmi hetilap volt.

## Története
A lap kezdeményezője gróf Teleki Sándor volt. Mutatványszáma 1875. szeptember 28-án jelent meg. Felelős szerkesztője, Maár József szerint célja "közhasznú ismeretek és eszmék terjesztése által hatni a közművelődésre, a magán- és társadalmi élet erkölcsiségének emelésére". 1903-tól alcíme: "A Nagybányai Gazdasági Egyesület hivatalos közlönye". 1905-től haláláig,  1933-ig szerkesztője Révész János evangélikus lelkész. Utódai: Oláh Sándor (1934-1937), Gócz Dezső (1937-1939), Feri Vilmos (1939-1941), Gyulay J. Károly (1941-1943), Pakocs Károly (1944. január-március), Kazatsay Gyula (1944. április-szeptember).
1935-ben, amikor megtiltották a magyar helynevek használatát, a lap Bánya és Vidéke címmel folytatódott, eredeti címét csak a bécsi döntés után vehette vissza. 1941-től hetenként kétszer jelent meg, alcíme az új szakaszban: "Nagybánya és vidéke üzemi munkásfőiskolájának hivatalos közlönye". Utolsó száma 1944. szeptember 30-án jelent meg.